# Филип Томас фон Папенхайм
Филип Томас фон Папенхайм (на немски: Philipp Thomas von Pappenheim; * 1569; † 1634) е имперски наследствен маршал от стария благороднически род Маршал фон Папенхайм в Бавария.
Той е син на Томас II фон Папенхайм († 1568) и съпругата му Маргарета фон Ветцхаузен. Внук е на Томас I фон Папенхайм († 1552), маршал на Папенхайм, и Сузана фон Крайт. Правнук е на Зигмунд II фон Папенхайм († 1536). Праправнук е на граф Зигмунд I фон Папенхайм († 1496) и Магдалена фон Шаумберг.
Потомък е на имперския и дворцовия наследствен маршал, дипломат Хаупт II фон Папенхайм († 1439) и Барбара фон Рехберг († 1460).

## Фамилия
Филип Томас фон Папенхайм се жени за Елеонора фон Зекендорф. Те имат две дъщери::
- Амалия Вероника фон Папенхайм († 12 декември 1648), омъжена на 9 октомври 1616 г. за Волф Ернст фон Шьонбург-Пениг цу Пениг и Рокхсбург (* 9 юли 1582; † 16 май 1622)
- Анна фон Папенхайм († сл. 1651), омъжена за Йохан Кристоф фон Вестернах-Лауфенберг († сл. 1592); те имат дъшеря:
  - Марта Елизабет фон Вестернах, омъжена 1647 г. за граф Волфганг Филип фон Папенхайм (1618 – 1671)

Филип Томас фон Папенхайм се жени втори път за Марта фон Цоха (* 19 май 1589; † 8 април 1634), дъщеря на Балтазар фон Цоха и Анна фон Люхау. Те иам дъщеря:
- Мария Анна вфон Папенхайм (* декември 1626; † 30 юни 1695), омъжена ок. 1647/1648 г. за Албрехт фон Залис († сл. 26 юли 1652), син на Алфонс фон Залис и Марта à Гуфанти

- Герб на Папенхайм